# والي أولريش
والي أولريش (بالإنجليزية: Wally Ulrich)‏ هو لاعب غولف أمريكي، ولد في 12 مارس 1921 في آيوا في الولايات المتحدة، وتوفي في 7 أبريل 1995 في آكرون في الولايات المتحدة.